# Gaugeteori
Gaugeteori är en teori där gaugesymmetri spelar en central roll. Begreppet kommer från elektromagnetismen, och partikelfysikens standardmodell bygger helt på gaugesymmetrier.